# Johannes Deckers
Johannes Georg Deckers (ur. 23 marca 1940) – niemiecki historyk, bizantynolog, specjalista w zakresie archeologii chrześcijańskiej. 

## Życiorys
Studiował na Uniwersytecie Albrechta i Ludwika we Fryburgu uzyskując w 1973 doktorat. W latach 1974–1983 kierował pracami wykopaliskowymi w Kolonii i był wykładowcą na Uniwersytecie w Bonn. W latach 1983–1987 pracował w Niemieckim Instytucie Archeologicznym w Rzymie. W roku 1987 uzyskał habilitację na Uniwersytecie Ruprechta i Karola w Heidelbergu. Od 1987 do 2005 był profesorem historii sztuki wczesnochrześcijańskiej i bizantyjskiej na Uniwersytecie Ludwika i Maksymiliana w Monachium.

## Wybrane publikacje
- Der alttestamentliche Zyklus von S[anta] Maria Maggiore in Rom. Studien zur Bildgeschichte, Bonn 1976.
- Die frühchristliche und byzantinische Kunst, München 2007.
- Beiträge zur Kulturgeschichte Zyperns von der Spätantike bis zur Neuzeit, Münster 2005.